# واددووا
واددووا (به لاتین: Wadduwa) یک منطقهٔ مسکونی در سری‌لانکا است که در ناحیه کالوتارا واقع شده‌است.